# Væver
En væver er en håndværker, som bruger en væv til at væve tekstiler.
Professionen har givet anledning til efternavnet Væver på dansk og Weaver, Webber og Webster på engelsk og Weber på tysk. Fornavnet Penelope er græsk for væver.

## Historie
Vævningens historie går langt tilbage i tiden. Som fag går det i Norden tilbage til middelalderen i købstæderne. Den ældste omtale af vævere fra Danmark er et medlem af St. Lucii gilde i Roskilde 1483, og fra år 1500 kendes vævere i København. I Norge omtales de i byloven for Bergen, men først fra 1570 kendes navngivne vævere i byen. I Flensborg kendes en Mette Weuersk som medlem af Skt. Gertrudsgildet 1432-36. I Sverige er vævere omtalt i Stockholm stads skattebog år 1517, og i Finland kendes som vævere (wandtmacher, wandtmakare) finlandssvenskere, som på hertug Johans tid arbejdede i kronens tjeneste på Åbo Slot. Fremkomsten af et professionelt vævererhverv i Europa formodes at hænge sammen med fremkomsten af en ny vævestol, som afløste opstadsvæven.
Senere blev vævning også et erhverv på landet, især i forbindelse med den fremvoksende husmandsstand. Kong Christian Vs "Danske Lov" fra 1683 fastlagde bestemmelserne i lovens 3-13-23 således, "at ingen Haandværksmand maa bo paa Landsbyen undtagen Grovsmede, Tømmermænd, Bødkere, Teglbrændere, Pottemagere som gøre sorte Potter, Hjulmænd, Murermestre, Skindere, Vævere, Skrædere som sy Vadmel og de Skomagere, som sy Bøndersko". Vævere var således ikke omfattet af købstædernes læbælte. I kirkebøger og skiftesager fra 1600- og 1700-tallet optræder tilnavnet "væver" mange gange, ligesom vadmel forekommer.
Under merkantilismen forsøgte staten at få igangsat manufakturer, herunder tekstilfabrikation. Blandt andet indrettedes et linnedvæveri på Gudumlund, som var i drift fra midten af anden halvdel af 1700-tallet til 1809, dog uden at give overskud. Også i Aalborg oprettedes væverier, således to strømpevæverier fra henholdsvis 1831-1865 og 1841-1860-erne samt fire tøjvæverier.
Allerede under den tidlige industrialisering indførtes maskinvæve. Viggo Rothe, der var sagkyndig i tekstilindustrien, oplyser, at der i 1843 ikke fandtes en eneste maskinvæv i Danmark. Men det år oprettede brødrene I. og L. Salmonsen et maskinvæveri i Vimmelskaftet. Efter at fabrikken brændte i 1847, byggede I. Salmonsen en ny og større fabrik i Nyhavn. Ifølge industritællingen i 1855 havde fabrikken 300 ansatte. Også andre maskinvæverier oprettedes og udvidedes med tiden Den begyndende vævningsindustri kunne dog ikke slå det gamle håndvæveri ud. I 1855 fandtes 24 håndvæverier med 455 ansatte, i 1872/73 ni håndvæverier med 423 ansatte, i 1882 otte håndvæverier med 210 ansatte, i 1890 syv håndvæverier med 100 ansatte, i 1897 seks håndvæverier med 50 ansatte. Antallet af dampvæverier voksede fra syv i 1882 med 750 ansatte til 16 i 1897 med 1.520 ansatte Det var således i denne periode, at det gamle håndvæveri for alvor blev trængt tilbage i hovedstaden.

## Eksempler på vævere
- Astrid Holm, dansk væver og maler.
- Basile Bouchon, fransk væver, som opfandt den automatiske væv.
- Bente Rübner, dansk væver og møbeldesigner.
- Georgia Skovgaard, dansk gobelinvæver.
- Gerda Henning, dansk væver og tekstilkunstner (født 1891, død 26. juni 1951).
- Grete Balle, dansk væver og maler.
- Hans Hansen, dansk bomuldsvæver og husmand.
- Jens Jensen Væver, dansk væver og bedstefar til Johannes V. Jensen.
- Jette Nevers, dansk væver
- John Becker, dansk væver, designer og forfatter.
- Kim Naver, dansk væver, designer og tekstilkunstner.
- Martin Nannestad Jørgensen, dansk væver og tekstilkunstner (født 1959)
- Mette Westergaard, dansk væver (1866 - 1951).

| - Vævere i arbejde - Vævere i New York 1910-1915 - Navaho-kvinder, 1914 - Landsbyvævere, 1905 |